# Janne Friederike Meyer-Zimmermann
Janne Friederike Meyer-Zimmermann (* 12. Januar 1981 in Hamburg als Janne Friederike Meyer) ist eine deutsche Springreiterin.

## Werdegang
Janne Friederike Meyer reitet seit ihrer frühen Kindheit. Im Alter von sechs Jahren bekam sie ihr erstes eigenes Pony, die Stute Mücke. Mit 12 Jahren ritt sie ihre erste Deutsche Meisterschaft und gewann in den Folgejahren mehrere Medaillen und Titel auf Landesmeisterschaften im Pony-/Juniorenbereich. Ihr erstes Großpferd, den Schimmel Callistro, bildete sie selbst aus. Der Wallach stammte aus der elterlichen Pferdezucht.
Mit Trainer Tjark Nagel konnte sie etliche gemeinsame Erfolge feiern: Janne Friederike Meyer ist mehrfache Deutsche Meisterin, Mannschafts-Europameisterin sowie Mannschafts-Weltmeisterin. Sie wurde zweimal zur Sportlerin des Jahres in Schleswig-Holstein gewählt und siegte in etlichen internationalen Großen Preisen. Bei der Riders Tour 2008 belegte sie den zweiten Gesamtrang.
Für die Weltreiterspiele 2010 wurde sie zunächst als Ersatzreiterin nominiert, aufgrund einer Verletzung von Cash (dem Pferd von Marco Kutscher) nahm sie als aktive Reiterin an den Weltreiterspielen teil. Philipp Weishaupt rückte auf die Position des Ersatzreiters nach. Mit der Mannschaft gewann sie die Mannschafts-Goldmedaille, zudem war sie in der Einzelwertung für die Wertungsprüfung der besten 30 qualifiziert.
Im Juli und August 2010 befand sie sich auf Rang 50 der Weltrangliste und gehörte damit erstmals zu den 50 international erfolgreichsten Springreitern.
Ihren bisher größten Einzelerfolg erzielte sie mit dem Sieg im Großen Preis von Aachen 2011 auf Cellagon Lambrasco. Einen Tag zuvor hatte sie bereits mit Holiday by Solitour das „Best of Champions“, eine Springprüfung für die jeweils fünf bestplatzierten Damen und Herren in der Weltrangliste, gewonnen.
Bei den Europameisterschaften in Madrid (September 2011), gewann dann die Amazone mit Cellagon Lambrasco Teamgold.
Bei den Olympischen Spielen 2012 war sie mit Cellagon Lambrasco zum ersten Mal Teil der deutschen Olympiamannschaft. Hierbei musste sie jedoch etliche Strafpunkte verzeichnen und gab nach ihrem Ausscheiden aus der Einzelwertung bekannt, dass dies das letzte internationale Championat von Cellagon Lambrasco gewesen sei. Dass sie diesen Beschluss schon vor dem zweiten Umlauf des Mannschaftsspringens gefasst hatte, kritisierte Bundestrainer Otto Becker: „So sah das dann auch aus ... Den Gedanken hat sie nicht zu Ende gedacht. Sie hätte im Finale bei null anfangen können. Da ist es mit ihr durchgegangen.“ Infolgedessen wurde Meyer ab der Kaderbenennung im Januar 2013 nur noch im B-Kader der deutschen Springreiter geführt.
2013 belegten sie erneut Platz vier in der Global Champions Tour beim Hamburger Derby. Im Jahr 2014 verabschiedete Meyer ihr langjähriges Erfolgspferd Cellagon Lambrasco (Spitzname „Mops“) anlässlich der Global Champions Tour in Hamburg aus dem Sport. „Mops ist nicht einfach ein Pferd - er ist für mich ein Wunderpferd! Er ist das beste Beispiel dafür, dass man über sich selbst hinauswachsen und Dinge schaffen kann, die einem niemand zugetraut hätte.“, beschreibt sie den Wallach.
Mit dem Wallach Goja arbeitete sich Meyer wieder in den Spitzensport hoch und war mit diesem ab 2015 mehrfach Teil deutscher Nationenpreismannschaften. Beim Nations-Cup-Finale in Barcelona war sie zunächst Ersatzreiterin, rückte dann aufgrund des Ausfalls von Daniel Deußers Pferd in die Equipe nach und hatte mit ihrem fehlerfreien Ritt mit Goja Teil am Nations-Cup-Sieg Deutschlands.
Nachdem Janne Friederike Meyer ihre Pferde fast zehn Jahre in einem Stall in Schenefeld bei Hamburg eingestallt hatte, erwarb sie mit ihrem Lebensgefährten in Pinneberg-Waldenau eine Reitanlage. Ihre Pferde bezogen die nur wenige Meter vom Hamburger Klövensteen entfernte Anlage im Mai 2016. Mitte Januar 2017 heiratete Meyer den Pferdehändler Christoph Zimmermann. Im Januar 2022 kam ein gemeinsamer Sohn zur Welt.
Im Februar 2023 gewann Meyer-Zimmermann zum zweiten Mal nach 2015 die Gesamtwertung der Riders Tour. Nachdem sie im Winter 2022/2023 bewusst auf die Weltcupsaison einen Fokus gelegt hatte und so unter anderem das Weltcupspringen in A Coruña gewonnen hatte, qualifizierte sich Janne Friederike Meyer-Zimmermann erstmals für ein Weltcupfinale. Beim Weltcupfinale 2023 in Omaha erreichte sie mit Messi van't Ruytershof den 15. Platz.
Meyer belegte einen zwölfmonatigen Fernlehrgang Manager im Pferdesport.

## Pferde

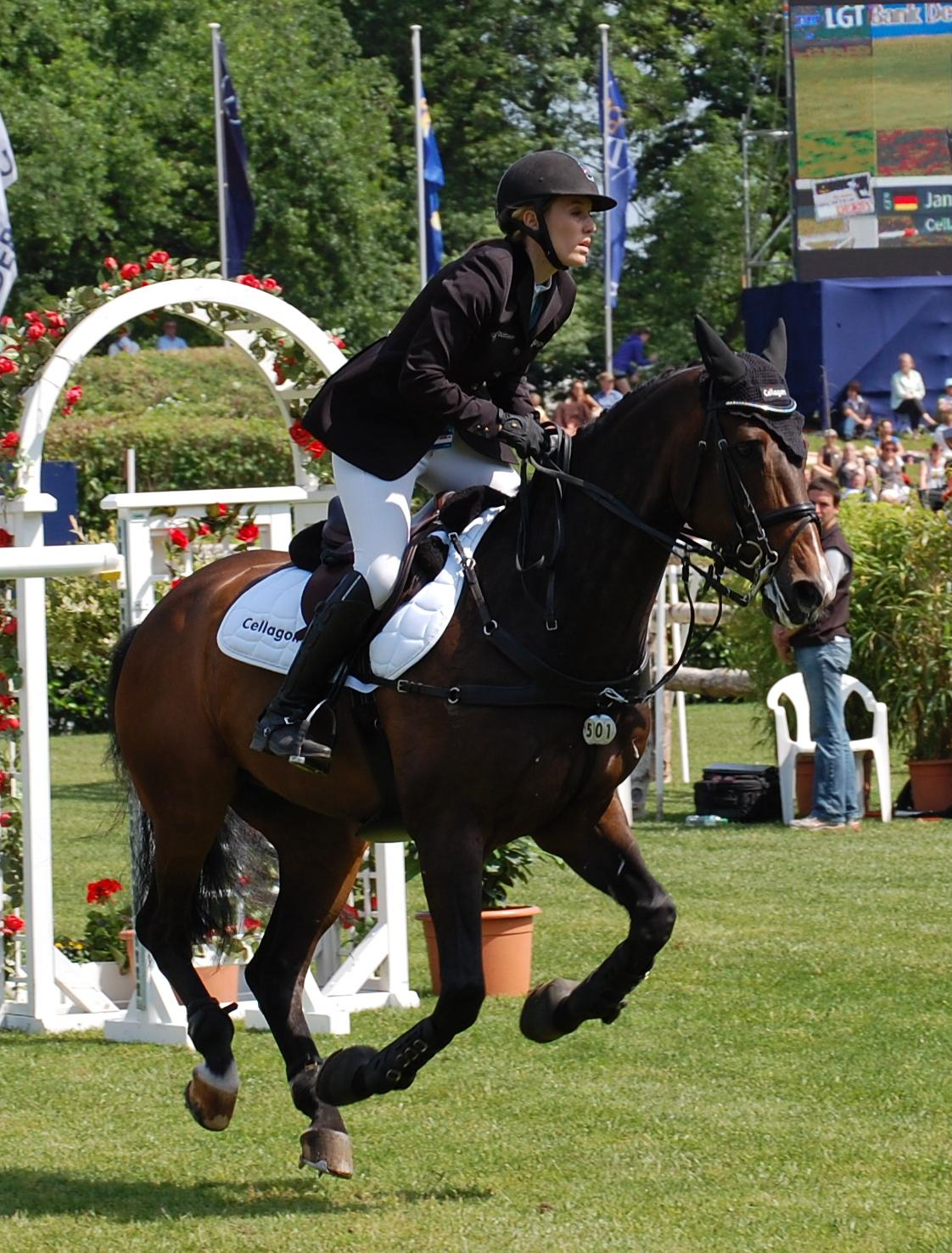
Janne Friederike Meyer mit Lambrasco beim Championat von Hamburg 2011 (CSI 5*)

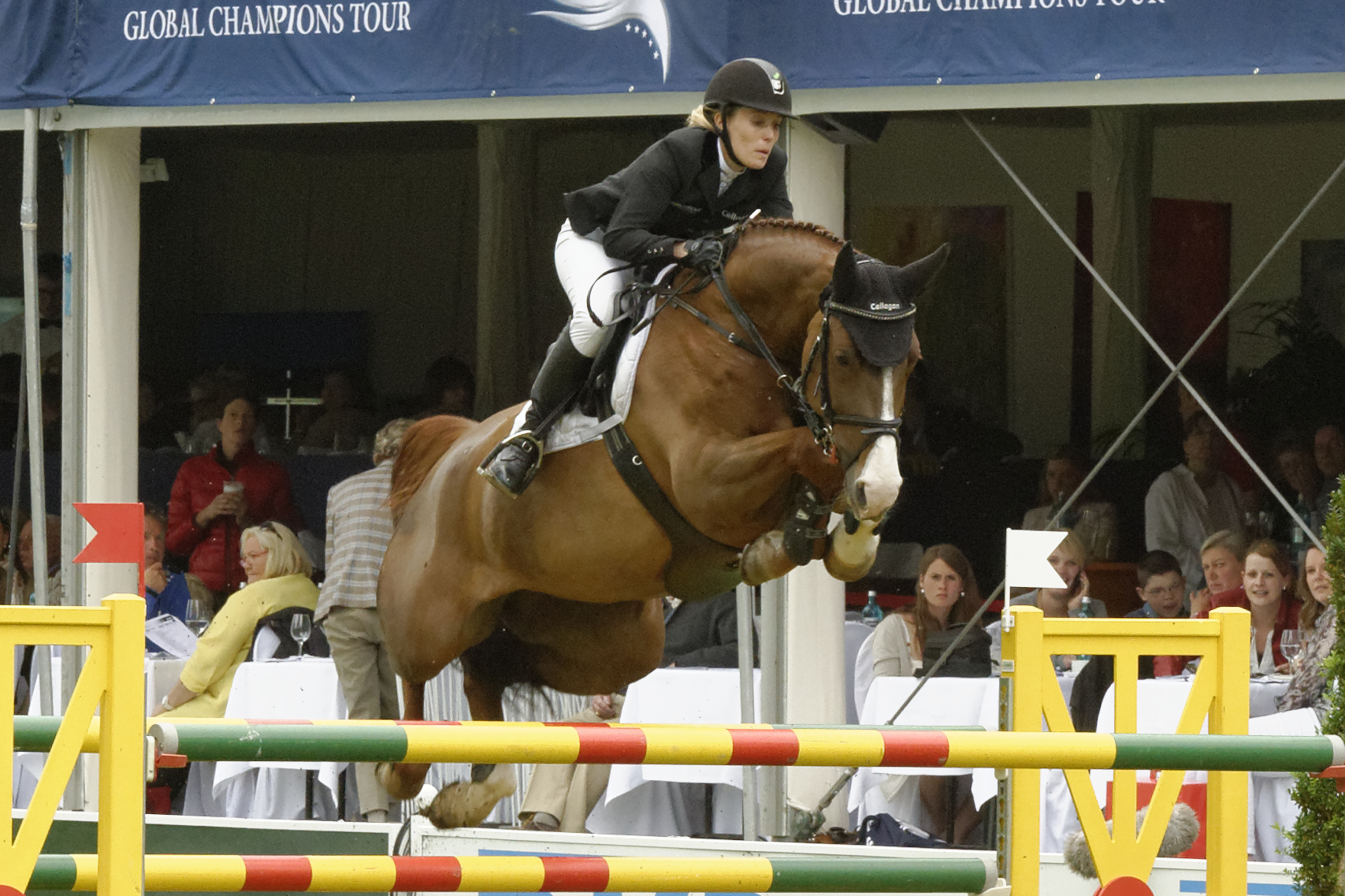
Janne Friederike Meyer und Grace beim PfingstTurnier Wiesbaden 2013 (CSI 5*)

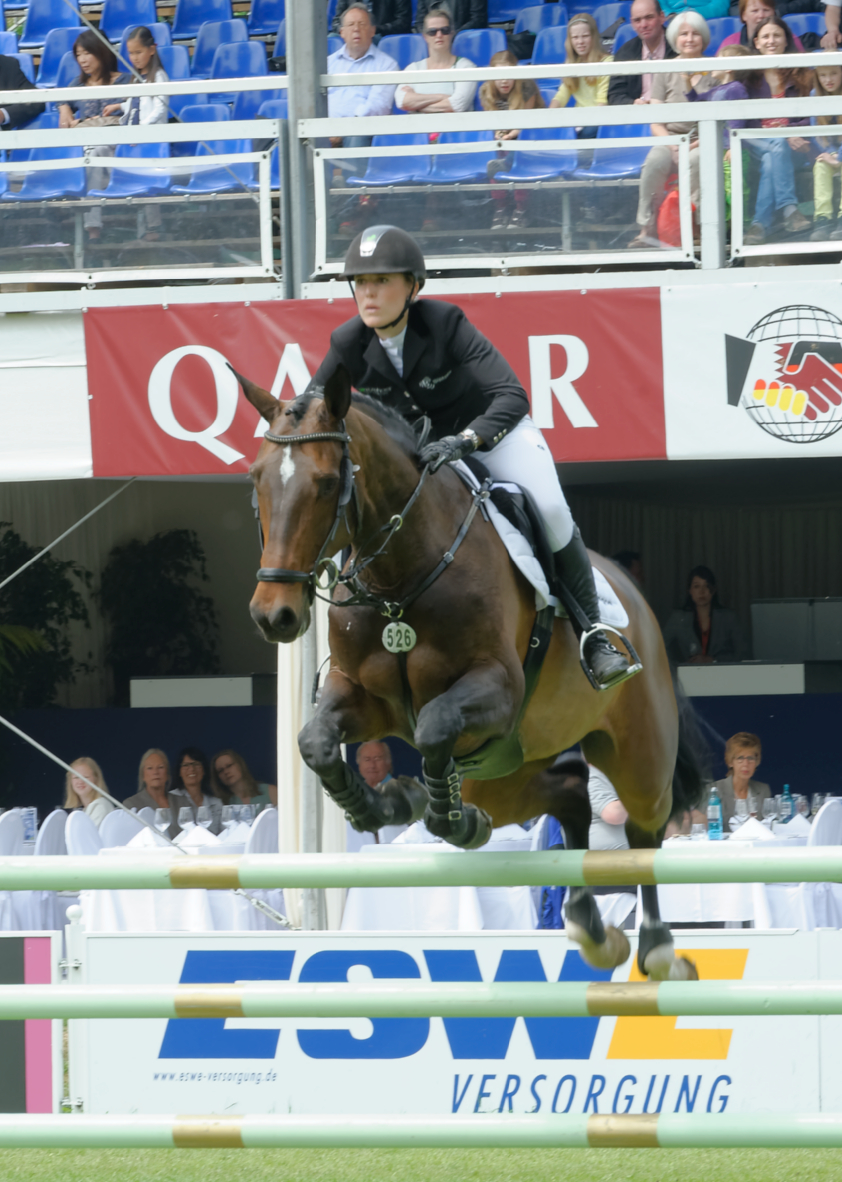
Janne-Friederike Meyer mit Chloé, CSIYH* im Rahmen des PfingstTurniers Wiesbadens 2015

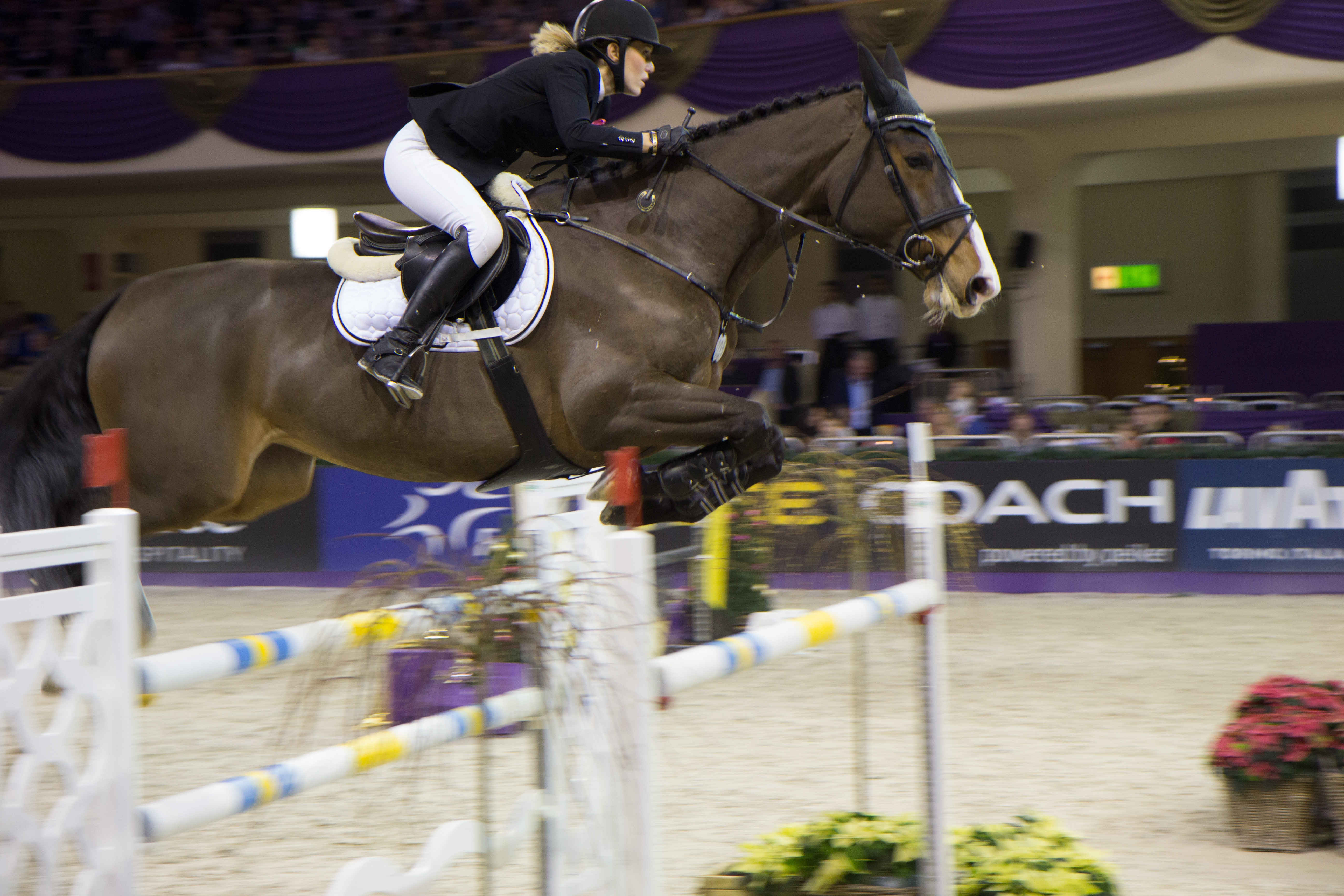
Janne-Friederike Meyer mit Fortuna in Frankfurt, 2017

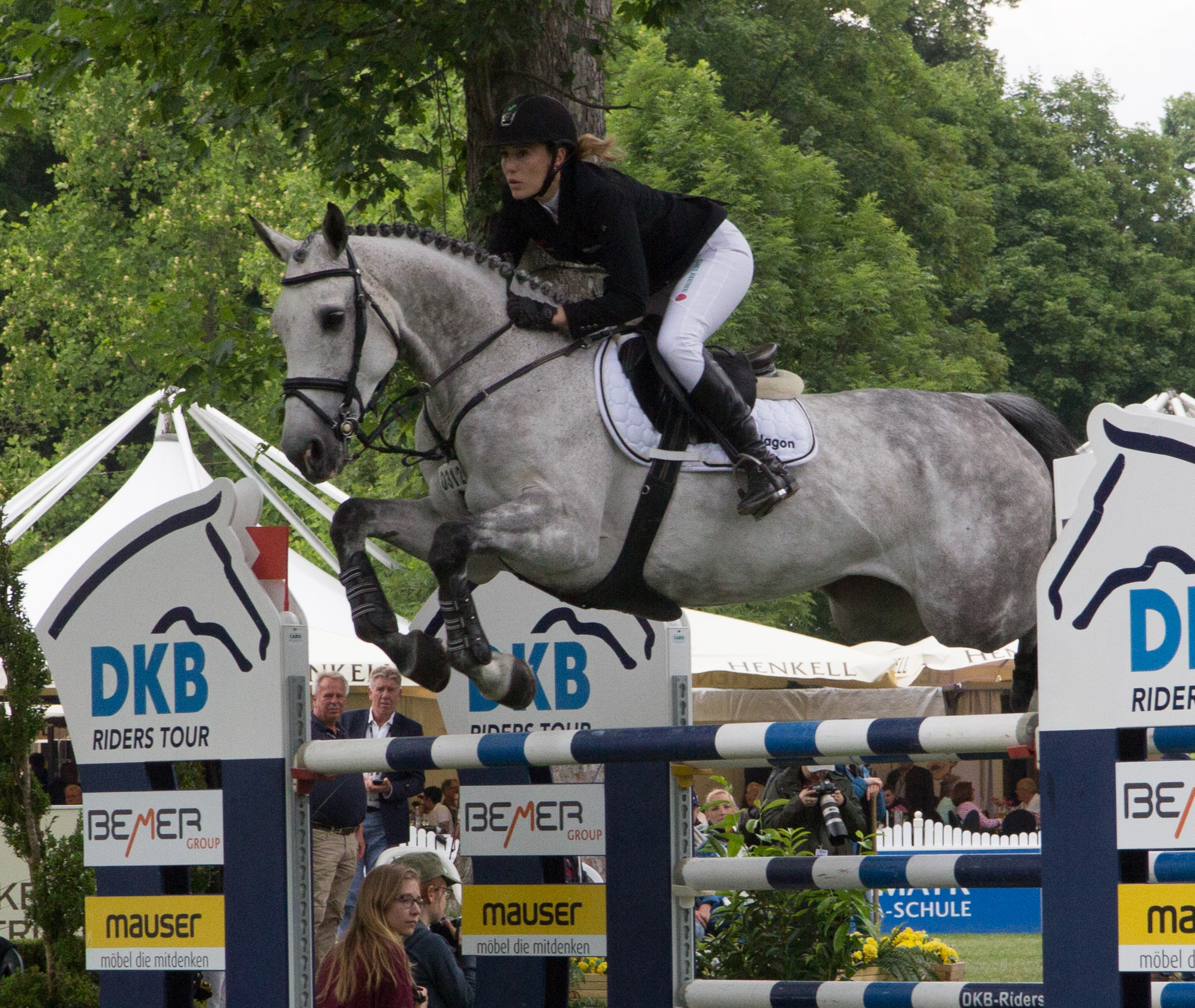
Janne-Friederike Meyer mit Bali im Rahmen des PfingstTurniers Wiesbadens 2018

### Aktuelle
- Messi van't Ruytershof (* 2012), brauner BWP-Wallach, Vater: Plot Blue, Muttervater: For Pleasure[10]
- Chesmu KJ (* 2011), Hannoveraner Schimmelwallach, Vater: Cornet Obolensky, Muttervater: Calido I
- Cornela (* 2012), Holsteiner Apfelschimmel-Stute, Vater: Cornet Obolensky, Muttervater: Carentino
- Esmeraldo FM (* 2019), brauner Holsteiner Hengst, Vater: Emerald van't Ruytershof, Muttervater: Caretino, seit Januar 2024 unter Thea Jelcic erstmals im Sport eingesetzt
- Cellagon Cascais (* 2015), brauner DSP-Hengst, Vater: Colestus, Muttervater: Carrico
- Iron Dames High Level (* 2015), Holsteiner Fuchsstute, Vater: Livello, Muttervater: King Milford xx
- Electric Joy (* 2015), Norwegisches Warmblut brauner Wallach, Vater: Diarado, Muttervater: Warsteiner 946
- Iron Dames Dubai du Cedre (* 2013), Selle Français-Fuchsstute, Vater: Baloubet du Rouet, Muttervater: Diamant de Semilly
- Tapioca (* 2016), Zangersheider Fuchsstute, Vater: Tangelo van de Zuuthoeve, Muttervater: Catoki
- Can Hope (* 2015), brauner Holsteiner Hengst, Vater: Cascadello, Muttervater: Lord Z
- Cim-Charlien (* 2021), brauner Holsteiner Stute, Vater: Charaktervoll HV, Muttervater: Quo Vados I
- Iron Dames Just a Dream (* 2016), brauner ISH-Wallach, Vater: Toulon, Muttervater: Cavalier Royale
- Iron Dames Calvino II de Nyze Z (* 2014), brauner Zangersheider Hengst, Vater: Calvaro Z, Muttervater: Heartbreaker

### Ehemalige
- Grace 319 (* 2002), Thüringer Fuchsstute, Vater: Armitage, Muttervater: Beach Boy[11], zuletzt im Juni 2017 von Johanna Huesmann im Sport und danach als Zuchtstute eingesetzt
- Callistro (* 1993; † 2023), Holsteiner Schimmelwallach, Vater: Calato, Muttervater: Calypso I[12], zuletzt im Oktober 2009 von Christian Rossing Lonberg im internationalen Sport eingesetzt
- Cellagon Lambrasco (* 1998), dunkelbrauner Holsteiner Wallach, Vater: Libero H, Muttervater: Coriolan[13], zuletzt im August 2013 im internationalen Sport eingesetzt
- La Coco (* 2002), dunkelbraune Holsteiner Stute, Vater: Lycos, Muttervater: Carnando[14], zuletzt im Januar 2013 im Sport eingesetzt
- Luke Mc Donald (* 2002), Bayer brauner Hengst, Vater: Lord Incipit, Muttervater: Sirius, zuvor von Franz-Josef Dahlmann geritten[15] und zuletzt im Juli 2018 von Maximilian Weishaupt im Sport, danach in der Zucht eingesetzt
- Holiday by Solitour (* 2001, ursprünglicher Name: Consens), Holsteiner Schimmelwallach, Vater: Contendro I, Muttervater: Cascavelle, ab April 2013 von Carsten-Otto Nagel geritten[16]
- Chika's Way (* 1998), braune Holsteiner Stute, Vater: Caretino, Muttervater: Lord, wurde ab 2012 unter anderem von Katrin Eckermann und Pius Schwizer geritten[17]
- Büttner's Minimax (* 2009; † 2022), Hannoveraner Schimmelwallach, Vater: Cornado NRW, Muttervater: Antaeus, zuletzt im November 2022 im internationalen Sport eingesetzt
- Goja 27 (* 2006), BWP-Fuchswallach, Vater: Wandor van de Mispelaere D'10, Muttervater: Palestro van de Begijnakker, Anfang 2022 an Carlo Borho Junior verkauft
- Chaka Chaka 3 (* 2013), brauner Holsteiner Wallach, Vater: Casall, Muttervater: Contender, Anfang 2024 in die USA verkauft
- Jaloubet K VDL (* 2014), brauner KWPN-Hengst, Vater: Baloubet du Rouet, Muttervater: Polydor, seit Ende Juli 2023 von Thea Jelcic geritten
- Eyecatcher BB Z (* 2014), Zangersheider Fuchshengst, Vater: Emerald van't Ruytershof, Muttervater: Cento, seit Dezember 2024 von Inge Carton geritten
- Chinchero (* 2017), brauner Holsteiner Hengst, Vater: Chopin VA, Muttervater: Clarimo Ask, seit August 2024 von Paris Vandousselaere geritten
- Cachonda (* 2016), braune Holsteiner Stute, Vater: Cachas, Muttervater: Asca Z, seit Februar 2025 von Paris Vandousselaere geritten
- Sir Tweehues (* 2016), Westfale brauner Wallach, Vater: Sir Obolensky Z, Muttervater: Sir Shutterfly, seit November 2024 von Paris Vandousselaere geritten
- For Space (* 2017), Hannoveraner Fuchshengst, Vater: For Pleasure, Muttervater: Comte, seit Januar 2025 von Paris Vandousselaere geritten
- Quim 2 (* 2012; † 2021), dunkelbrauner Holsteiner Hengst, Vater: Quiwi Dream, Muttervater: Levisto Z, infolge einer Kolik-Operation gestorben

## Erfolge

### Championate
- Olympische Spiele:
  - London: mit Cellagon Lambrasco 10. Platz mit der Mannschaft, 41. Platz in der Einzelwertung
- Weltreiterspiele:
  - Lexington KY: mit Cellagon Lambrasco 1. Platz mit der Mannschaft, 25. Platz in der Einzelwertung
- Europameisterschaften:
  - 2002, Kopenhagen (Junge Reiter): 3. Platz mit Callistro
  - 2011, Madrid: 1. Platz in der Mannschaft mit Cellagon Lambrasco
- Deutsche Meisterschaften:
  - 2003, Gera: 6. Platz in der Damenwertung mit Callistro
  - 2005, Verden: 5. Platz in der Damenwertung mit Callistro
  - 2006, Münster: 1. Platz in der Damenwertung mit Calandro
  - 2007, Gera: 2. Platz in der Damenwertung mit Chika's Way
  - 2009, Balve: 4. Platz in der offenen Herrenwertung mit Cellagon Lambrasco
  - 2010, Münster: 3. Platz in der Damenwertung mit Chika's Way
  - 2011, Balve: 1. Platz in der Damenwertung mit Holiday by Solitour, 3. Platz in der offenen Herrenwertung mit Cellagon Lambrasco
  - 2012, Balve: 1. Platz in der Damenwertung mit La Coco, 2. Platz in der offenen Herrenwertung mit Cellagon Lambrasco
  - 2014, Balve: 10. Platz (mit Charlotta) und 11. Platz (mit Goja) in der Damenwertung
  - 2021, Balve: 7. Platz in der Damenwertung mit Chesmu

### Weitere Erfolge (Auswahl)
2005
- 1. Platz im Großen Preis CSI*** in Spangenberg mit Calandro

2007
- 1. Platz im Großen Preis CSI*** in Oldenburg mit Cellagon Lambrasco
- 2. Platz im Nationenpreis CSIO**** in Kopenhagen mit Calandro
- 2. Platz im Großen Preis CSI*** in Hamburg mit Cellagon Lambrasco
- 3. Platz im Nationenpreis CSIO***** in Falsterbo mit Cellagon Lambrasco

2008
- 1. Platz im Großen Preis von Münster (BMW Hakvoort Trophy) mit Cellagon Lambrasco
- 2. Platz im Großen Preis von Hannover, German Classics mit Cellagon Lambrasco
- 2. Platz in der Gesamtwertung der Riders Tour
- 4. Platz im Großen Preis in Paderborn mit Cellagon Lambrasco
- 4. Platz im Großen Preis von München mit Cellagon Lambrasco

2009
- 1. Platz im Nationenpreis CSIO***** in Hickstead mit Cellagon Lambrasco[18]
- 4. Platz im Großen Preis CSIO***** Spruce Meadows in Calgary mit Cellagon Lambrasco
- 2. Platz im Championat von Hamburg mit Cellagon Lambrasco

2010
- 1. Platz im Großen Preis von Neustadt/Dosse (CSI**) mit Chika's Way
- 1. Platz mit der Mannschaft „Deutschland I“ in der Team Trophy in Bremen (CSI****) mit Cellagon Lambrasco
- 3. Platz im Großen Preis von Hagen a.T.W. (CSI***) mit Holiday by Solitour
- 5. Platz im Großen Preis von Hamburg (GCT-Wertungsprüfung, CSI*****) mit Cellagon Lambrasco
- 2. Platz mit der deutschen Mannschaft beim Nationenpreis in Aachen (CSIO*****) mit Cellagon Lambrasco
- 1. Platz im Großen Preis von Hessen (Frankfurt am Main, CSI**** Masters League-Finale) mit Cellagon Lambrasco

2011
- 2. Platz im Großen Preis von Neustadt/Dosse (CSI**) mit Holiday by Solitour
- 1. Platz mit der deutschen Mannschaft beim Nationenpreis von Lummen (CSIO****) mit Cellagon Lambrasco
- 2. Platz mit der deutschen Mannschaft beim Nationenpreis von Kopenhagen (CSIO****) mit Cellagon Lambrasco
- 3. Platz im Großen Preis von Kopenhagen (CSIO****) mit Cellagon Lambrasco
- 3. Platz im Großen Preis von Hamburg (GCT-Wertungsprüfung, CSI*****) mit Cellagon Lambrasco
- 2. Platz mit der deutschen Mannschaft beim Nationenpreis von Aachen (CSIO*****) mit Cellagon Lambrasco
- 1. Platz im Großen Preis von Aachen (CSIO*****) mit Cellagon Lambrasco
- 1. Platz mit der deutschen Mannschaft beim Nationenpreis von Hickstead (CSIO*****) mit Cellagon Lambrasco
- 3. Platz beim Großen Preis von Hessen (Frankfurt am Main, CSI**** Masters League-Finale) mit Holiday by Solitour

2012
- 3. Platz im Großen Preis von Neustadt/Dosse (CSI**) mit Holiday by Solitour
- 2. Platz im Großen Preis von Sommerstorf mit Holiday by Solitour
- 1. Platz im Großen Preis von Wiener Neustadt (CSI*** Arena Nova) mit Grace
- 2. Platz im Nationenpreis des CHIO***** Aachen mit Cellagon Lambrasco
- 1. Platz im Großen Preis CSN*** Voßwinkel mit Grace
- 1. Platz im Großen Preis CSN*** Bad Segeberg
- 3. Platz im Championat von Donaueschingen
- 1. Platz Großer Preis CSI*** Wiener Neustadt mit Grace
- 1. Platz im Großen Preis* CSI*** Odense mit La Coco
- 3. Platz im Großen Preis CSI*** Kiel mit Grace

2013
- 3. Platz mit der deutschen Mannschaft beim Nationenpreis von Wellington (CSIO****) mit Cellagon Lambrasco
- 2. Platz im Großen Preis von Wellington im Rahmen des Winter Equestrian Festival (Wellington FL) mit Cellagon Lambrasco
- 2. Platz im Championat des CSI** Redefin
- 2. Platz Best of Champions Trophy CSI***** Aachen mit Luke McDonald
- 1. Platz im Großen Preis CSN** Pirmasens mit Luke McDonald
- 1. Platz Weltcup-Qualifikation CSI** China/Peking

2014
- 2. Platz im Großen Preis von Neustadt/Dosse (CSI**) mit Grace
- 1. Platz im Championat von Braunschweig (CSI***) mit Goja
- 3. Platz im Championat der Pferdestadt Neumünster mit Goja
- 1. Platz Landeschampionat der Springpferde, Schleswig-Holstein mit Cassio Melloni
- 3. Platz im Großen Preis von Niedersachsen (CSI** Allersehl) mit Goja
- 2. Platz im Championat des CSI*** Kiel mit Goja
- 1. Platz im Championat des CSI*** Frankfurt mit Charlotta

2015
- 2. Platz im Großen Preis von Schwerin (CSI**) mit Charlotta
- 3. Platz im Großen Preis von Neumünster (CSI***) mit Goja
- 2. Platz im Großen Preis von Hagen a.T.W. (CSI****) mit Goja
- 4. Platz im Deutschen Spring-Derby (CSI***) mit Anna
- 1. Platz mit der deutschen Mannschaft im Nationenpreis von Sopot (CSIO 5*) mit Goja
- 2. Platz mit der deutschen Mannschaft im Nationenpreis von Falsterbo (CSIO 5*) mit Goja
- 1. Platz im Großen Preis von Spangenberg (CSI***) mit Charlotta
- Rider of the Year – Siegerin Gesamtwertung Riders Tour 2015

2016
- 2. Platz im Großen Preis eines CSI** in Oliva mit Chloe
- 1. Platz in der 2. Etappe der Global Champions League in Mexiko-Stadt mit Charlotta (zusammen mit Edwina Tops-Alexander als Shanghai Swans)
- 4. Platz im Deutschen Spring-Derby (CSI***) mit Anna
- 2. Platz mit der deutschen Mannschaft im Nationenpreis von St. Gallen (CSIO 5*) mit Goja
- 1. Platz mit der deutschen Mannschaft im Nationenpreis von Hickstead (CSIO 5*) mit Goja
- 3. Platz im Großen Preis von Wolvertem bei Brüssel (CSI 5*) mit Goja
- 2. Platz im Großen Preis von Wien (CSI 5*) mit Goja
- 1. Platz mit der deutschen Mannschaft im Nations-Cup-Finale in Barcelona (CSIO 5*) mit Goja

2017
- 1. Platz im Großen Preis eines CSI 2* in Oliva mit Goja
- 3. Platz im Championat von Balve (CSI 2*) mit Minimax
- 2. Platz mit der deutschen Mannschaft im Nationenpreis von Falsterbo (CSIO 5*) mit Goja

2018
- 1. Platz im Großen Preis des CSI 2* im Rahmen des Global Champions Tour-Turniers von Berlin mit Soccero
- 3. Platz im Großen Preis von Paderborn (CSI 3*) mit Minimax

2019
- 5. Platz im Großen Preis von Hamburg (CSI 5*) mit Minimax

2020
- 3. Platz im Großen Preis von Luhmühlen (CSI 2*) mit Goja
- 2. Platz im Großen Preis eines CSI 2* in Oliva (11. Oktober) mit Leotie
- 3. Platz im Großen Preis eines CSI 2* in Oliva (18. Oktober) mit Chesmu
- 1. Platz mit der deutschen Mannschaft im Nationenpreis von Vejer de la Frontera (CSIO 3*) mit Chesmu

2021
- 2. Platz im Großen Preis eines CSI 2* in Oliva (17. Januar) mit Minimax
- 3. Platz im Großen Preis eines CSI 3* in Oliva (24. Januar) mit Chesmu
- 3. Platz im Großen Preis eines CSI 2* in Herzlake-Gut Einhaus mit Bali
- 1. Platz im Championat von Balve (CSI 2*) mit Chaka Chaka
- 3. Platz im Großen Preis eines CSI 3* in Herzlake-Gut Einhaus mit Messi van't Ruytershof
- 2. Platz im Großen Preis des CSI 3*-Europameisterschafts-Rahmenturniers in Hagen a.T.W. mit Messi van't Ruytershof

2022
- 3. Platz im Großen Preis eines CSI 2* in Westergellersen mit Messi van't Ruytershof
- 3. Platz in der Riders Tour-Finalprüfung in Hagen a.T.W. (CSI 4*) mit Messi van't Ruytershof
- 1. Platz im Großen Preis von Hagen a.T.W. (CSI 4*) mit Messi van't Ruytershof
- 3. Platz im Großen Preis von Redefin (CSI 3*) mit Chesmu
- 3. Platz im Großen Preis von Sopot (CSIO 5*) mit Messi van't Ruytershof
- 1. Platz mit der deutschen Mannschaft im Nationenpreis von Sopot (CSIO 5*) mit Messi van't Ruytershof
- 1. Platz mit der deutschen Mannschaft im Nationenpreis von Aachen (CSIO 5*) mit Messi van't Ruytershof
- 2. Platz im Großen Preis eines CSI 2* in Kronenberg mit Chaka Chaka
- 1. Platz im Großen Preis des Turniers der Sieger Münster (CSI 4*) mit Minimax
- 2. Platz im Großen Preis eines CSI 3* in  Lier mit Chesmu
- 3. Platz im Großen Preis des Weltcupspringen von Helsinki (CSI 5*-W) mit Minimax
- 1. Platz im Großen Preis des Weltcupspringen von A Coruña (CSI 5*-W) mit Messi van't Ruytershof

2023
- Rider of the Year – Siegerin Gesamtwertung Riders Tour 2022/2023
- 15. Platz im Weltcupfinale in Omaha (Nebraska) mit Messi van't Ruytershof

(Stand: 9. April 2023)

## Auszeichnungen
Meyer wurde 2011 mit der Sportplakette des Landes Schleswig-Holstein ausgezeichnet. Anfang 2012 wurde sie als erste Springreiterin überhaupt vom Landessportverband und der Vereinigung Schleswig-Holsteiner Sportjournalisten zu Schleswig-Holsteins Sportlerin des Jahres gewählt.